# Austin K8

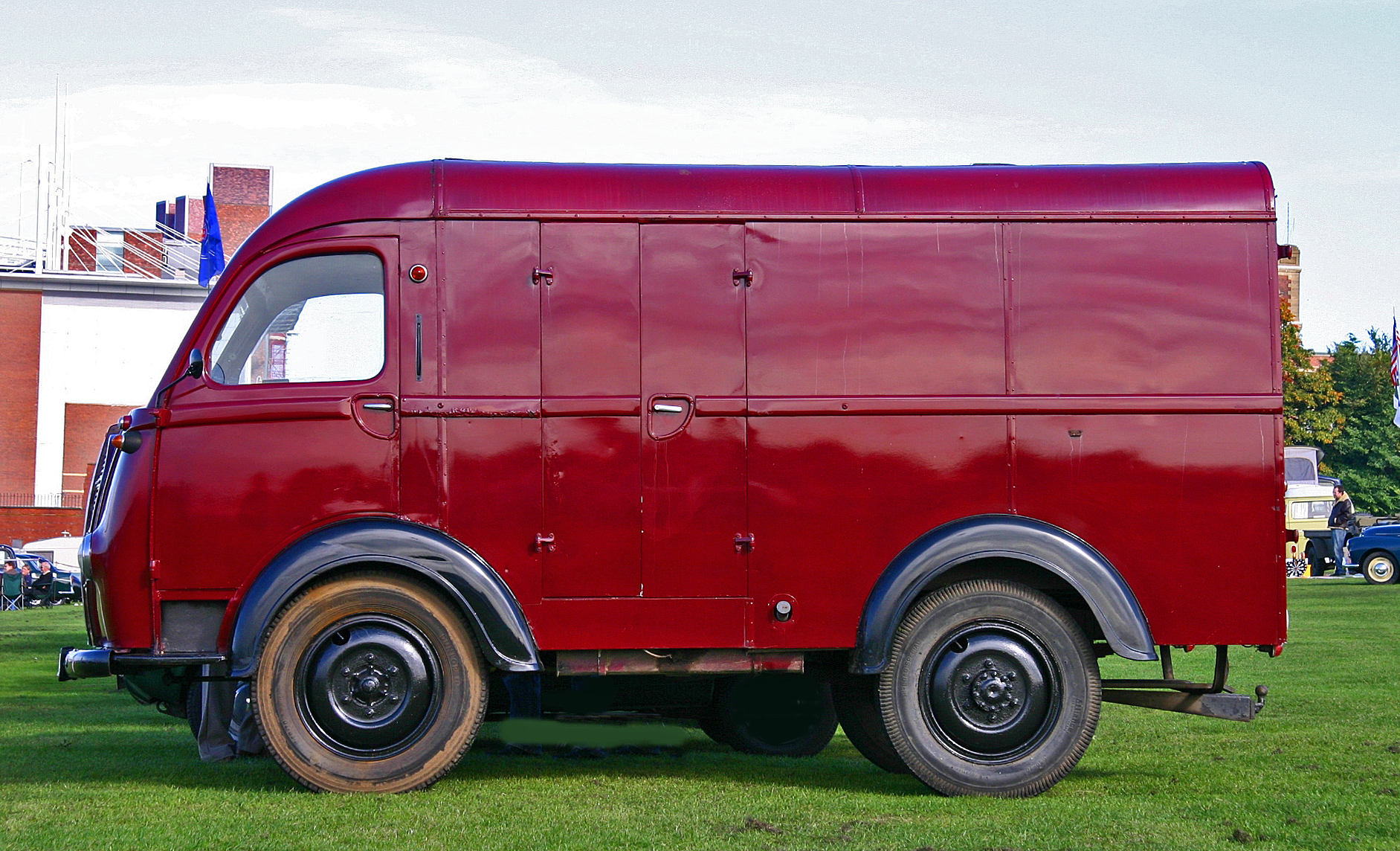
Seitenansicht

Der Austin K8/25cwt (1250 kg Nutzlast) Van war ein Kleintransporter, den die Austin Motor Company von 1947 bis 1954 produzierte. Er wurde auch als Three-Way-Van (3-Wege-Van) bekannt.
Am 25. Juni 1946, bei den Feierlichkeiten zum einmillionsten Fahrzeug, stellte Austin den Prototyp eines neuen 25cwt Van, der kurz vor der Fertigstellung war, den geladenen Gästen vor. Erst Anfang 1946, kurz nach Ende des Zweiten Weltkriegs begann die Entwicklung des K8 genannten Prototyps. Er sollte den Austin 10 Van/Pick-up ersetzen und das Angebot im Nutzfahrzeugbereich nach oben hin erweitern.
Den gebräuchlichen Namen Three-Way-Van erhielt er wegen der Anordnung von Doppeltüren, sowohl auf Fahrer (hinter Fahrertür)/Beifahrerseite wie am Heck. Dies war damals einzigartig. Das Design mit geschwungener Front und hoher Sitzposition mit sehr guter Rundumsicht war ebenfalls herausragend im Vergleich zum Wettbewerb.
Die Produktion begann Anfang 1947 zu einem Preis von £ 535. Im Gegensatz zum Prototyp hatte er einen Kühlergrill, der mit der Stoßstange fest verbunden war. Diese Konstruktion ermöglichte, den Motor samt Getriebe, nach Lösen von Verschraubungen ganz ohne Demontage von Einzelaggregaten, auf Schienen herauszuziehen, wodurch die Wartung und Reparatur enorm erleichtert wurde.
Der kurze Radstand bei einem Nutzfahrzeug mit einer Nutzlast von 1250 kg machte ihn für die damalige Zeit sehr flink und wendig. Als Motor wurde der neue Austin-2199-cm³-OHV-Ottomotor mit 48 kW (65 PS) bei 3700 Umdrehungen pro Minute und maximal 114 Nm Drehmoment aus dem wieder in Produktion genommenen Austin 16 Pkw verbaut. Die Frontlenker-Kabine mit großen Fenstern, die auf der Fahrerseite geöffnet werden konnte, wurde durch eine Trennwand mit Fenster vom Laderaum getrennt. Die vollständige Montage erfolgte im Werk Longbridge bei Birmingham, während das aus einem Holzrahmen mit Stahlblechen befestigte Chassis von Carbodies in Holyhead Road Coventry produziert wurde. Neben Kastenwagen, Kleinbus, Fahrgestell mit Kabine (£ 409) sowie Chassis mit Motor (£ 340), die jeweils einfarbig in der Standardfarbe Grün lackiert waren, gab es auch andere Farben für £ 28 oder Zweifarben-Lackierung für £ 35 Aufpreis.
Auch ein Rettungswagen wurde auf Basis des Kastenwagens produziert. Dieser war mit Niederdruckreifen ausgestattet und konnte mit verschiedenen Federn und Stoßdämpfer-Einstellungen geordert werden. Wahlweise entfielen auch die seitlichen Türen, und der Laderaum wurde mit Magnesit, Zusammensetzung von Magnesiumoxid mit Holzmehl, ausgestattet. Auf dem Dach war ein Lufteinlass mit Filter montiert und eine Clayton-Klimaanlage, gespeist aus dem Motorkühlsystem, wurde verbaut. Mittels eines Raumthermostats wurde die Temperatur geregelt. Verschiedene Kombinationen von Sitzen und Liegen waren möglich. Das Basismodell für den Krankenwagen, ohne Liege/Sitzgelegenheiten betrug £ 805.
Ende 1947 startete man neben den Benelux-Ländern auch den Export nach Nordamerika mit zunächst dort geringen Verkäufen. 1950 aber begannen die Umsätze zu steigen und 1951 wurde eine eigene Vertriebsorganisation für kommerzielle Austin-Produkte in Vancouver eröffnet.
Jensen Motors Ltd. baute ab 1949 einen Pritschenwagen, der ab £ 565 durch die Austin-Händler vertrieben wurde.
Im Mai 1950 verhängte die Regierung die sogenannte Purchase Tax = 33-%-Steuer auf Nutzfahrzeuge, ausgenommen Krankenwagen und verschiedene kommunale und Einsatzfahrzeuge. Dadurch erhöhte sich der Preis auf £ 824 für den Kastenwagen und £ 711 für den Pritschenwagen ohne Ladeflächen-Lackierung.
1952 endete die Eigenständigkeit von Austin, als sie mit ihrem größten Konkurrenten Morris Motor Company zu British Motor Corporation fusioniert wurde. Dadurch sollten zukünftige Nutzfahrzeuge von Morris entwickelt werden und mittels Badge-Engineering durch Austin verkauft werden. Der Plan, einen Dieselmotor nebst anderen Änderungen in das Modell zu verbauen, wurde daher 1953 fallen gelassen, und ab Mai 1953 erfolgte die gesamte Produktion im Austin-Werk Longbridge. Während der Preis des Van inzwischen auf £ 841 angestiegen war, wurde hierbei der Preis des Pritschenwagens auf £ 678 gesenkt, um noch im Segment, wo sich immer mehr Fahrzeuge mit Dieselmotor durchsetzten, preislich attraktiv zu bleiben. Die Standardfarbe war nun Grau.
Im September 1954 endete die Produktion und die Nachfolge übernahm der Austin 1000/1500kg Van auf Basis des bereits 1952 gestarteten Morris LD Van.